# Sphinctus nigrithorax
Sphinctus nigrithorax är en stekelart som beskrevs av Tohru Uchida 1931. Sphinctus nigrithorax ingår i släktet Sphinctus och familjen brokparasitsteklar. Inga underarter finns listade i Catalogue of Life.